# Oravac
Oravac falu Horvátországban Lika-Zengg megyében. Közigazgatásilag Plitvička Jezerához tartozik.

## Fekvése
Otocsántól légvonalban 41 km-re, közúton 50 km-re délkeletre, községközpontjától Korenicától 3 km-re délre az 1-es számú főúttól nyugatra, a Mrsinj kopárabb keleti része alatt egy szurdokszerű völgyben fekszik. A falu fekvésénél fogva védett a szelektől, így éghajlata enyhe. Területe különösen gazdag a jó minőségű forrásokban. Közülük a legjelentősebb a Kalember völgyből ered és több vizet felvéve alkotja az Oravacki patakot, majd a réteken át kanyarogva Gradina felé folyik tovább. A falu jó minőségű gyümölcseiről is nevezetes.

## Története
A szerb lakosságú falu lakóinak ősei a 17. században a török által megszállt területről vándoroltak be ide. A korenicai pravoszláv parókiához tartoztak. 1890-ben 249, 1910-ben 262 lakosa volt. A trianoni békeszerződés előtt Lika-Korbava vármegye Korenicai járásához tartozott. Ezt követően előbb a Szerb-Horvát-Szlovén Királyság, majd Jugoszlávia része lett. 1991-ben a független Horvátország része lett, de szerb lakossága még az évben Krajinai Szerb Köztársasághoz csatlakozott. A horvát hadsereg 1995. augusztus 6-án a Vihar hadművelet keretében foglalta vissza a község területét. Szerb lakossága nagyrészt elmenekült. A falunak 2011-ben 23 lakosa volt.

## Lakosság
| Lakosság változása | Lakosság változása | Lakosság változása | Lakosság változása | Lakosság változása | Lakosság változása | Lakosság változása | Lakosság változása | Lakosság változása | Lakosság változása | Lakosság változása | Lakosság változása | Lakosság változása | Lakosság változása | Lakosság változása | Lakosság változása |
| ------------------ | ------------------ | ------------------ | ------------------ | ------------------ | ------------------ | ------------------ | ------------------ | ------------------ | ------------------ | ------------------ | ------------------ | ------------------ | ------------------ | ------------------ | ------------------ |
| 1857               | 1869               | 1880               | 1890               | 1900               | 1910               | 1921               | 1931               | 1948               | 1953               | 1961               | 1971               | 1981               | 1991               | 2001               | 2011               |
| 0                  | 0                  | 0                  | 249                | 297                | 262                | 259                | 185                | 98                 | 118                | 115                | 96                 | 86                 | 71                 | 47                 | 23                 |

(1880-ig lakosságát Korenicához számították.)